# Мохонько Сергій Олександрович
Сергій Олександрович Мохонько — старший сержант Збройних сил України, учасник російсько-української війни, що трагічно загинув під час російського вторгнення в Україну.

## Життєпис
Народився у м. Глобине (Кременчуцький район, Полтавська область). Станом на лютий 2022 року навчався на 4 курсі Полтавського державного аграрного університету. 
На військову службу до Збройних сил України був призваний Кременчуцьким РТЦК та СП 1 березня 2022 року. Під час російського вторгнення в Україну — старший сержант, сержант з матеріального забезпечення реактивної артилерійської батареї реактивного артилерійського дивізіону 27-ї реактивної артилерійської бригади. Загинув у віці 43-х років 22 березня 2022 рок в боях з агресором в результаті ворожого обстрілу оборонних рубежів поблизу м. Києва. Залишилися матір, дружина та син.

## Нагороди
- орден «За мужність» III ступеня (2022, посмертно) — за особисту мужність і самовіддані дії, виявлені у захисті державного суверенітету та територіальної цілісності України, вірність військовій присязі.[3]